# Frenkendorf
Frenkendorf ist eine politische Gemeinde im Bezirk Liestal des Kantons Basel-Landschaft in der Schweiz.

Historisches Luftbild von Werner Friedli (1956)

## Geographie
Frenkendorf ist 12 km vom Stadtzentrum Basels und 2 km vom Kantonshauptort Liestal entfernt. Es gibt sechs angrenzende Gemeinden: Füllinsdorf, Gempen (Kanton Solothurn), Liestal, Muttenz, Nuglar-St. Pantaleon (Kanton Solothurn) und Pratteln. Die Grenze ist rund 14,5 Kilometer lang.

## Geschichte
Frenkendorf wurde 1249 erstmals urkundlich erwähnt. Das Dorf wurde von einer alemannischen Sippe unter der Führung eines Mannes namens Franko gegründet. Ursprünglich hiess der Ort «Frankovilare». Der heutige Name stammt aus dem Jahr 1302. Auf der Schauenburger Fluh fanden sich die Fundamente eines gallorömischen Heiligtums aus dem 1. bis 4. Jahrhundert, Münzen von 253 bis 350 n. Chr. und Reste einer frühneuzeitlichen Hochwacht. Die Burg Neu-Schauenburg stammt aus dem 13. Jahrhundert, der Vorgängerbau eventuell aus dem 11. Jahrhundert; nach dem Erdbeben von 1356 wurde der Komplex wieder aufgebaut. Die Burg Alt-Schauenburg wurde zwischen 1275 und 1356 besiedelt.
Frenkendorf war ein Teil der frohburgischen, dann bischöflichen Herrschaft Schauenburg, deren Hohe und Niedere Gerichtsbarkeit später zu Liestal gehörten. Die Herren von Eptingen aus Pratteln erwarben im 14. und 15. Jahrhundert einen Grossteil des Dorfes und verkauften diesen 1517–1525 der Stadt Basel. Frenkendorf kam zum Amt Liestal, die Hohe Gerichtsbarkeit blieb indes beim Amt Farnsburg. Kirchlich gehörte Frenkendorf zur Pfarrei Munzach. Ab 1765 bildete es mit Füllinsdorf eine Kirchgemeinde.
Durch das Dorf führte zu römischer Zeit ein Weg nach Pratteln, der später auch den Lieferanten der Basler Seidenbandfabrikanten diente.
Am 3. August 1833 fand an der Grenze zu Pratteln bei der Hülftenschanze eine bewaffnete Auseinandersetzung zwischen basel-städtischen Truppen und den Landschäftler Widerständlern statt, durch dessen Ausgang der Halbkanton Basel-Landschaft in seiner ursprünglichen Gemarkung entstand. Ein schlichter Obelisk aus rotem Sandstein im Wäldchen nördlich des Friedhofs Äussere Egg erinnert an diese Ereignisse.

## Wappen
Frenkendorf ist eine der wenigen Gemeinden des Kantons, die ein historisches Wappen besitzen. Bereits 1865 ist es beim Bau des Dorfbrunnens in den Stein gemeisselt worden.
Das Wappen stellt einen zunehmenden weissen Halbmond mit nachdenklichem Gesicht auf blauem Grund dar.
Die Farben entstammen dem Wappen der Herren von Schauenburg (Schöwenberch), Erbauer der Burgen Alt-Schauenburg und Neu-Schauenburg. Diese waren Lehnsträger von Frenkendorf bis zu ihrem Aussterben Ende des 14. Jahrhunderts, danach Übergang in Basler Besitz.
Das Frenkendörfer Wappen befindet sich zudem am Dachgiebel der Basler Barfüsserkirche.

## Schulen
- Primarschule Egg
- Sekundarschule Mühlacker

## Sehenswürdigkeiten

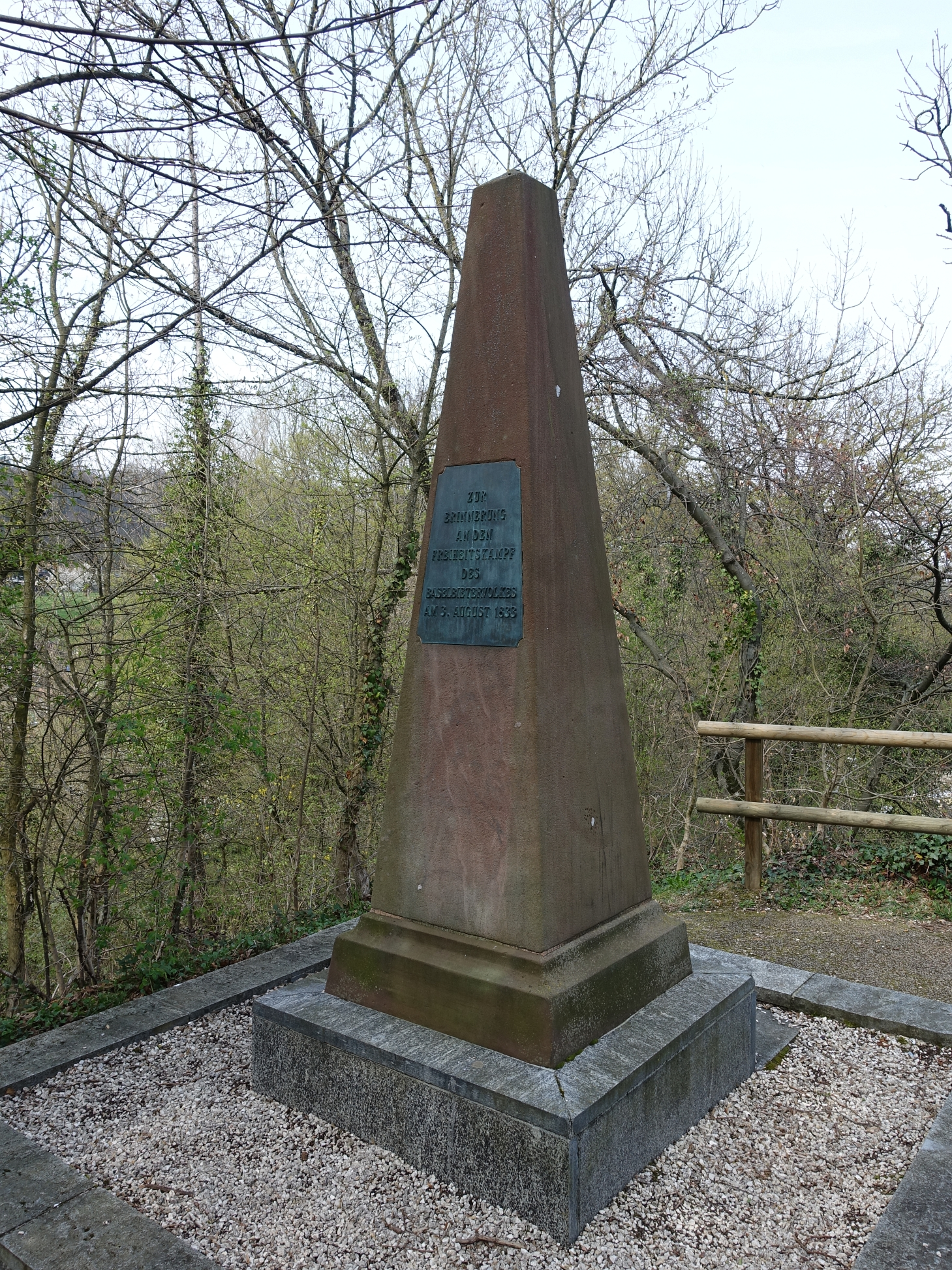
Hülftenschanz Denkmal

- Schauenburgerfluh
- Dorfmuseum
- Bienenberg
- Hülftendenkmal

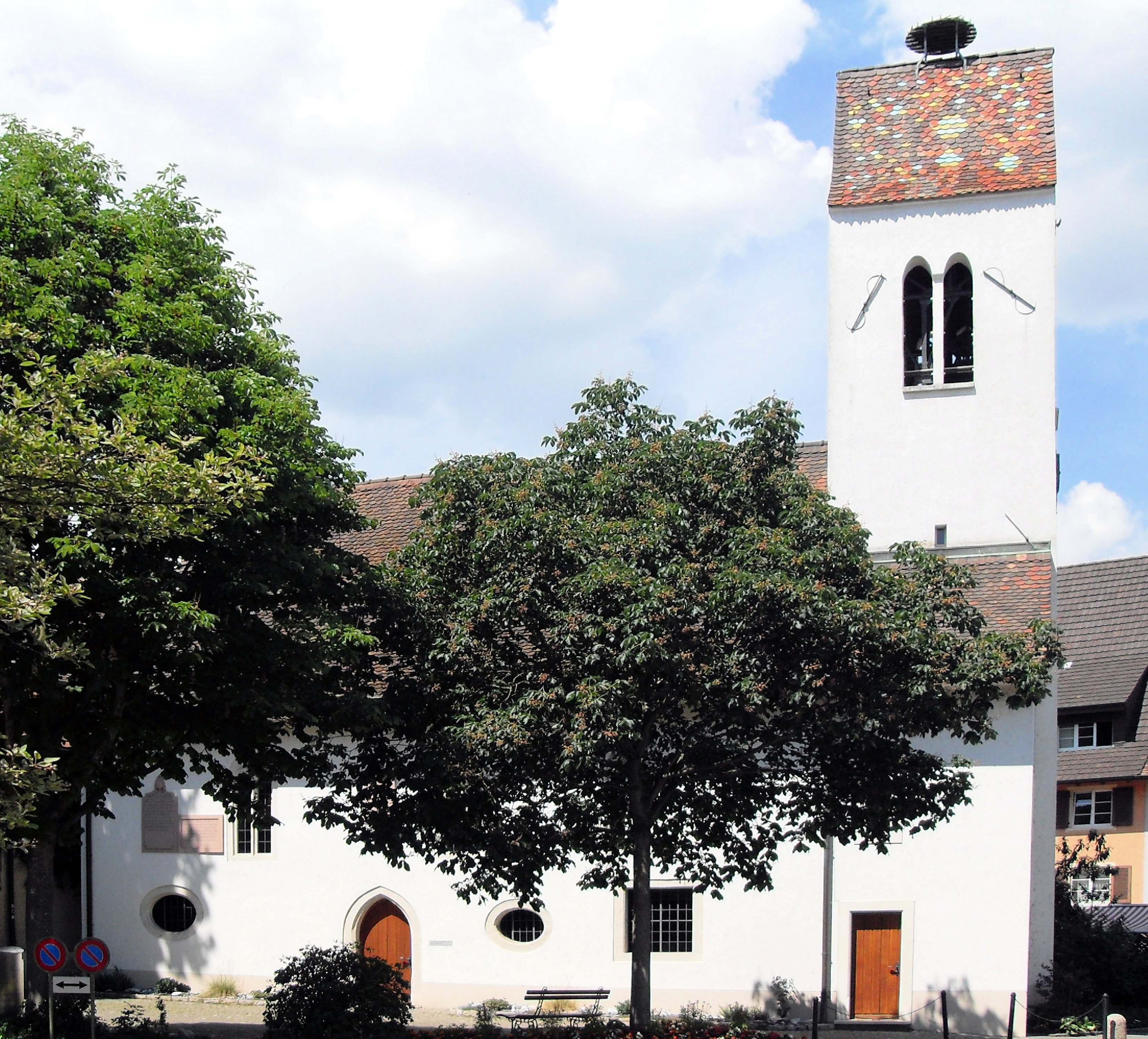
Evangelisch-reformierte Kirche
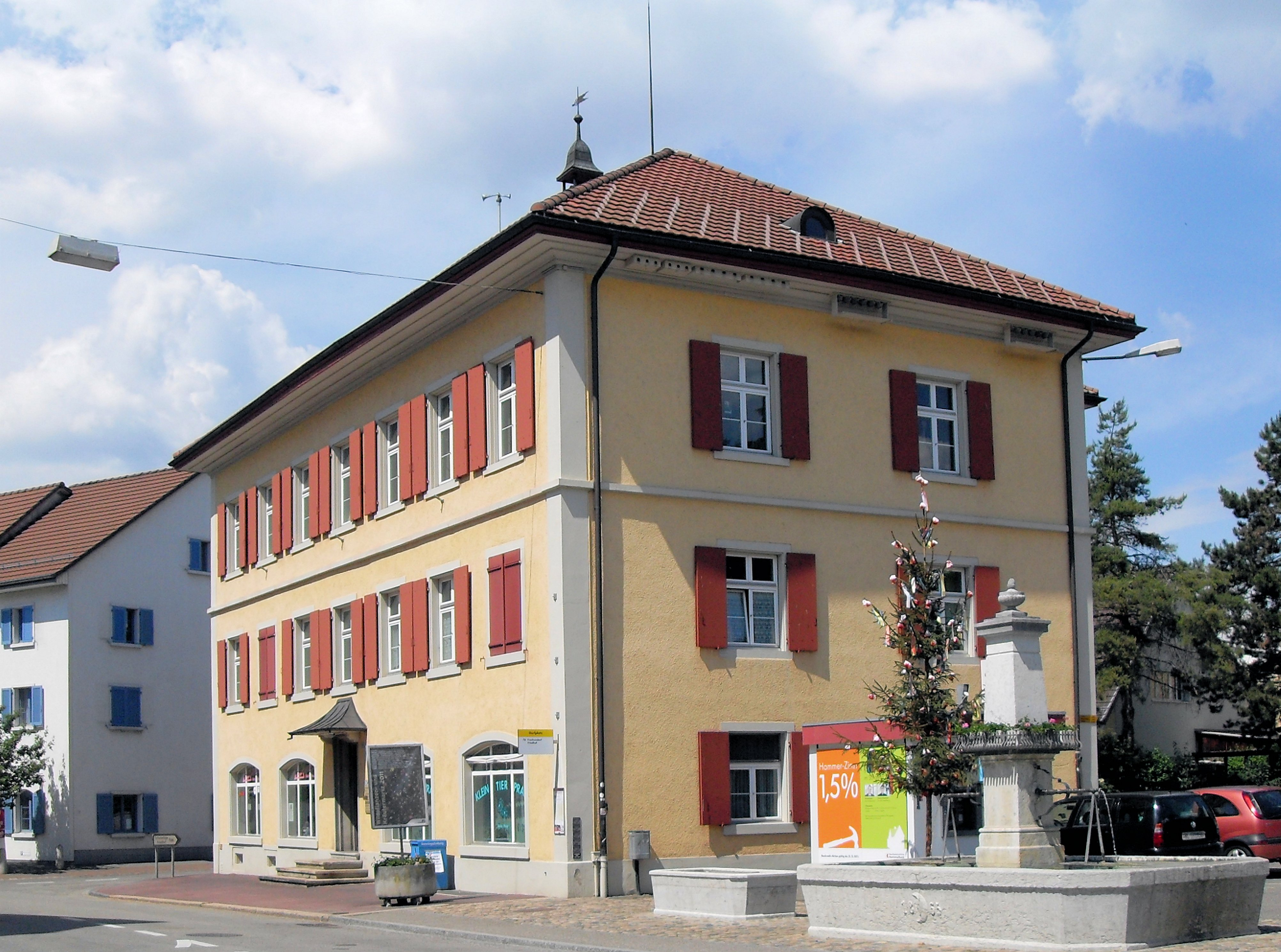
Altes Dorfschulhaus
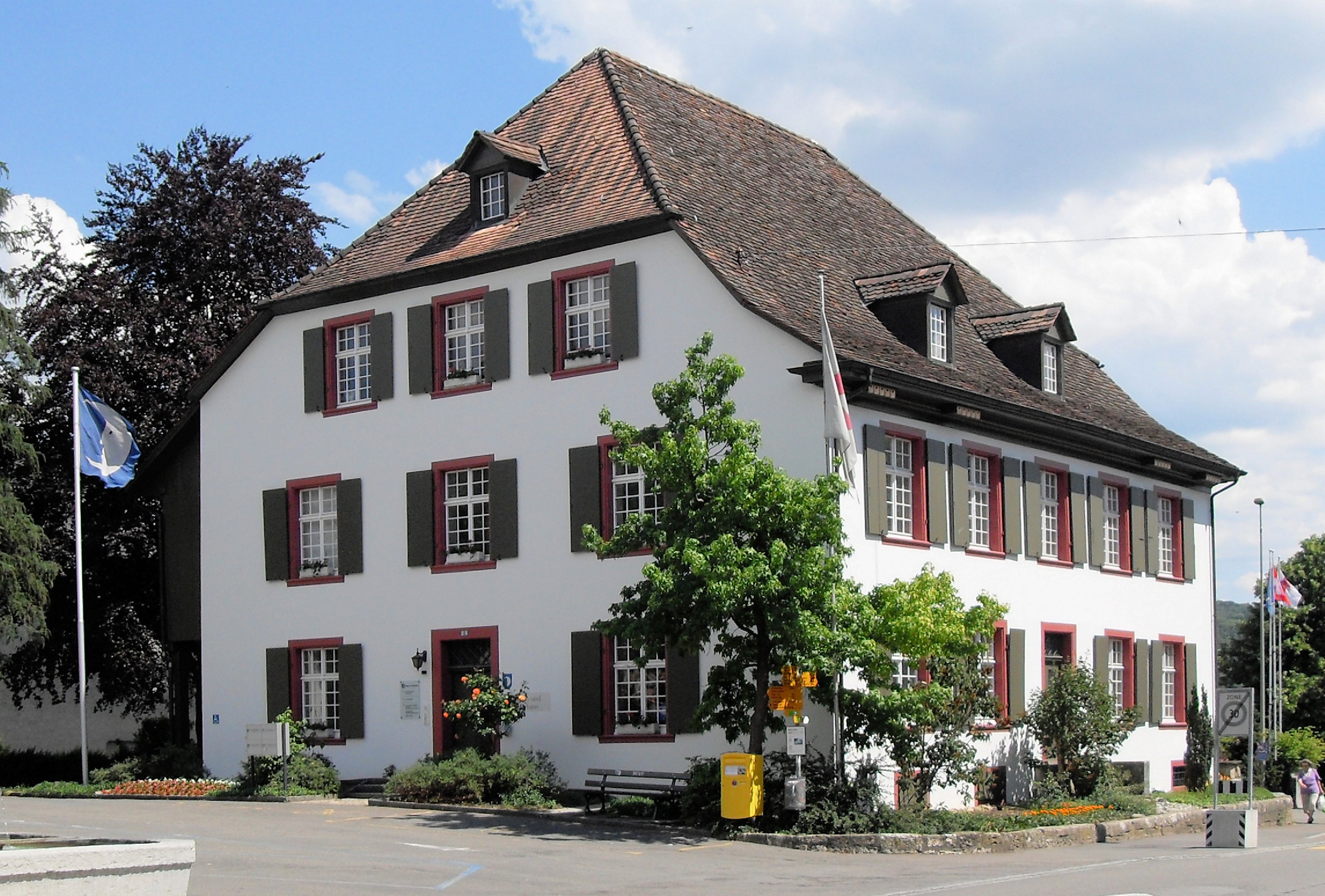
Bürger- und Kulturhaus

## Wirtschaft
Frenkendorf ist Sitz der Läckerli Huus AG. Zudem befindet sich hier als weiteres grosses Unternehmen der Migros-Betrieb Mibelle (zuvor: Mifa), welcher der grösste Waschmittel- und Speisefetthersteller der Schweiz ist.

## Politik
Der Gemeinderat (Exekutive) besteht aus sieben Stimmberechtigten. Gemeindepräsident ist Roger Gradl (FDP).
Bei den Schweizer Parlamentswahlen 2023 betrugen die Wähleranteile in Frenkendorf: SP 30,9 % (2019 31,6 %), SVP 28,2 % (23,8 %), FDP 16,4 % (17,1 %), glp 8,1 % (6,2 %), Grüne 7,5 % (12,8 %), Mitte 6,3 % (6,1 %), EVP 1,8 % (2,4 %), EDU 1,6 % (–).

## Verkehr
Die Gemeinde wird durch die A22 verbunden, die zur Autobahn A2 (Schweiz) führt. Die Rheinstrasse führt durch die Dörfer und verbindet so Frenkendorf mit Pratteln und Liestal.

### Schienenverkehr
Der Bahnhof Frenkendorf-Füllinsdorf ist an der Hauensteinstrecke erschlossen und ist somit ein  Durchgangsbahnhof und eine bediente S-Bahn-Haltestelle.
- S 3 Porrentruy – Delémont – Laufen – Basel Dreispitz – Basel SBB – Liestal – Sissach – Olten (SBB)

### Nahverkehr
Frenkendorf hat mehrere Buslinien, die von der Autobus AG Liestal betrieben werden.
- 75 Frenkendorf-Füllinsdorf Bahnhof –  Füllinsdorf, Giebenacherstrasse
- 76 Frenkendorf -Füllinsdorf, Bahnhof – Liestal Kantonsspital – Liestal, Bahnhof – Liestal, Altmarkt – Lausen Bahnhof Nord – Lausen, Furlen
- 78 Frenkendorf, Friedhof – Frenkendorf-Füllinsdorf, Bahnhof – Liestal, Kessel – Liestal, Bahnhof – Lausen, Bahnhof Süd – Lausen, Stutz

## Persönlichkeiten
- Oskar Althaus (1908–1965), Maler
- Karl Ludwig Born (1864–1914), Zeichenlehrer und Landschaftsmaler
- Ronja Jansen (* 1995), Politikerin (Juso/SP)
- Verena Martin (1923–1980), erste Gemeindepräsidentin im Kanton Basel-Landschaft
- Marcel Summermatter (* 1956), Radrennfahrer
- Hans Willenegger (1910–1998), Chirurg, Chefarzt in Liestal, bewohnte das Hofgut Neu-Schauenburg